# كوشاتا (من الأفضل الاتصال بسول)
«كوشاتا» (بالإنجليزية: Coushatta)‏ هي الحلقة الثامنة للموسم الرابع من مسلسل إيه إم سي التلفزيوني الدرامي من الأفضل الاتصال بسول، المسلسل يُعتبر بادئة من مسلسل اختلال ضال. تم بث الحلقة في 24 سبتمبر 2018 على قناة إيه إم سي بالولايات المتحدة. خارج الولايات المتحدة، تم عرض الحلقة لأول مرة على خدمة البث نتفليكس في عدة بلدان.
تمثل هذه الحلقة أول ظهور لتوني دالتون بدور لالو سالامانكا. سيستمر دالتون في الترقية إلى فريق التمثيل الرئيسي للموسم الخامس.

## الاستقبال

### التقييمات
شاهد حلقة «كوشاتا» 1.37 مشاهد في أول بث لها، وحصلت على 0.5 تقييمات للمشاهدين الذين تتراوح أعمارهم بين 18 و49، وهو ما يمثل زيادة عن الأسبوع السابق.

## وصلات خارجية
- «كوشاتا» على إيه إم سي (بالإنجليزية)
- «كوشاتا» على قاعدة بيانات الأفلام على الإنترنت (بالإنجليزية)